# Liste des partis politiques au Vietnam
Le Viêt Nam a un système de parti unique. Cela signifie que seul le Parti communiste vietnamien peut exercer le pouvoir. La Constitution lui donne le rôle de défense des « intérêts de l'ensemble du peuple » et le rôle de dirigeant.

## Organismes politiques légaux
- Parti communiste vietnamien (Đảng Cộng Sản Việt Nam)
- Front de la Patrie du Viêt Nam (Mặt Trận Tổ Quốc Việt Nam)

## Partis politiques dissidents
- Parti progressiste vietnamien (Đảng Thăng Tiến Việt Nam)
- Viêt Tân - Parti pour la Réforme du Viêt Nam (Việt Nam Canh Tân Cách Mạng Đảng)
- Parti démocratique du Viêt Nam (Đảng Dân Chủ Việt Nam)
- Bloc 8406
- Parti conservateur de la République du Vietnam (PCVN ou đảng bảo thủ)